# Železnica v Sloveniji
Železnica v Sloveniji je ena izmed najbolj pogostih oblik prometa in transporta v Sloveniji. Celotno železniško omrežje je v lasti in upravljanju podjetja Slovenske železnice.

## Zgodovina
Glejte glavni članek Zgodovina železnice v Sloveniji.
Za uradni začetek železnice velja 2. junij 1846, ko je bila odprta železniška proga Gradec–Celje in je prvič zapeljal vlak po slovenskih tleh.
Toda že leta 1820 je bila za potrebe gozdarstva v okolici Idrije zgrajena gozdna železnica lauf . Zaradi strateškega položaja je bila Slovenija v sklopu Avstrije zmeraj prometno zelo pomembna in tako je bila med letoma 1841 in 1857 zgrajena tudi Južna železnica (kratica SStB), ki je povezovala glavno mesto Dunaj s Trstom. 
Za ohranjanje zgodovine skrbi Železniški muzej v Ljubljani.

## Stanje danes
Leta 2006 je bilo v Sloveniji 1228,7 km železniške proge, od katere je bilo 330,4 dvotirne in 898,2 km enotirne. 1120,4 km proge je namenjenih za mešani promet, 2,2 km za potniški in 106,1 km za tovorni promet. 503,5 km proge je elektificirane. Na progi se nahaja tudi 3.355 mostov, viaduktov in prepustov v dolžini 16,98 km ter 94 predorov in galerij v skupni dolžini 37,4 km. Celotno infrastrukturo dopolnjuje še 129 železniških postaj; 109 mešanih, 8 potniških in 11 tovornih.